# ヌモンジョン・ハキモフ
ヌモンジョン・ハキモフ（あるいはヌモンジョン・カキモフ、タジク語: Нумонджон Хакимов、1978年9月5日 - ）は、タジキスタン出身のサッカー選手。2009年タジキスタン最優秀選手に輝き、2010 FIFAワールドカップ・アジア予選にてタジキスタン代表最多得点をあげたタジキスタンを代表するストライカーの一人である。

## 来歴
2000年、ヴァフシュ・クルガン・テッパに入団したハキモフは順調にキャリアを積み重ねた。2003年には前年度タジキスタン最優秀監督に選ばれた名将シャリフ・ナザロフに見い出され、タジキスタン代表に選出される。同年11月26日の2006 FIFAワールドカップ・アジア予選対バングラデシュ代表戦にて代表初得点を記録。以降もバングラデシュ代表戦には無類の強さを見せ、2010 FIFAワールドカップ・アジア予選ではハットトリックも記録したバングラデシュキラーである。
2005年にCSKAパミール・ドゥシャンベへ移籍。2007年はタジク・リーグにて順調に得点を量産し、最終節まで得点ランキングのトップを走っていた。しかし得点王を争うシュクロブ・カミドフが最終節にダブルハットトリックを達成して逆転。ハキモフは1得点差で涙を飲むことになった。
2008年に古巣ヴァフシュ・クルガン・テッパに復帰し、30得点を記録して自身初のタジク・リーグ得点王を獲得。翌2009年には15得点をあげクラブのリーグ優勝に大きく貢献。2年連続の得点王に輝くとともにタジキスタン最優秀選手に選出され、自ら「私のキャリアでも最高の結果だ」と言う最良のシーズンを過ごした。
2010年のAFCチャレンジカップ2010では、ミャンマー代表との3位決定戦での決勝点を含む2得点を記録した。同年7月にはインドネシア・スーパーリーガのスリウィジャヤFCからの興味が報じられたが、結局同リーグのPSMマッカサルに合流し、テストを受けることになった。

## タイトル

### 代表
- AFCチャレンジカップ2006優勝 : 2006年

### クラブ
- タジク・カップ優勝 : 2003年
- タジク・リーグ優勝 : 2009年

### 個人
- タジキスタン最優秀選手 : 2009年
- タジク・リーグ得点王 : 2008年、2009年

## 代表歴

### 出場大会
- 2003年 - 2004年 2006 FIFAワールドカップ・アジア予選
- 2004年 AFCアジアカップ2004
- 2006年 AFCチャレンジカップ2006
- 2007年 2010 FIFAワールドカップ・アジア予選
- 2008年 AFCチャレンジカップ2008
- 2010年 AFCチャレンジカップ2010

### 得点
| 日付           | 会場                           | 対戦国         | 得点 | 結果 | 試合概要                            |
| -------------- | ------------------------------ | -------------- | ---- | ---- | ----------------------------------- |
| 2003年11月26日 | ダッカ、バングラデシュ         | バングラデシュ | 2-0  | 勝利 | 2006 FIFAワールドカップ・アジア予選 |
| 2004年10月13日 | ドゥシャンベ、タジキスタン     | キルギス       | 2-1  | 勝利 | 2006 FIFAワールドカップ・アジア予選 |
| 2004年11月9日  | ドゥシャンベ、タジキスタン     | アフガニスタン | 4-0  | 勝利 | 親善試合                            |
| 2005年9月9日   | ドゥシャンベ、タジキスタン     | アフガニスタン | 4-0  | 勝利 | 親善試合                            |
| 2006年4月4日   | ダッカ、バングラデシュ         | パキスタン     | 2-0  | 勝利 | AFCチャレンジカップ2006             |
| 2006年4月10日  | ダッカ、バングラデシュ         | バングラデシュ | 6-1  | 勝利 | AFCチャレンジカップ2006             |
| 2006年4月16日  | ダッカ、バングラデシュ         | スリランカ     | 4-0  | 勝利 | AFCチャレンジカップ2006             |
| 2007年10月8日  | ダッカ、バングラデシュ         | バングラデシュ | 1-1  | 引分 | 2010 FIFAワールドカップ・アジア予選 |
| 2007年10月28日 | ドゥシャンベ、タジキスタン     | バングラデシュ | 5-0  | 勝利 | 2010 FIFAワールドカップ・アジア予選 |
| 2007年10月28日 | ドゥシャンベ、タジキスタン     | バングラデシュ | 5-0  | 勝利 | 2010 FIFAワールドカップ・アジア予選 |
| 2007年10月28日 | ドゥシャンベ、タジキスタン     | バングラデシュ | 5-0  | 勝利 | 2010 FIFAワールドカップ・アジア予選 |
| 2008年5月13日  | バロタック・ヌエボ、フィリピン | ブータン       | 3-1  | 勝利 | AFCチャレンジカップ2008             |
| 2008年5月13日  | バロタック・ヌエボ、フィリピン | ブータン       | 3-1  | 勝利 | AFCチャレンジカップ2008             |
| 2008年5月17日  | イロイロ、フィリピン           | ブルネイ       | 4-0  | 勝利 | AFCチャレンジカップ2008             |
| 2010年2月20日  | コロンボ、スリランカ           | ミャンマー     | 3-0  | 勝利 | AFCチャレンジカップ2010             |
| 2010年2月27日  | コロンボ、スリランカ           | ミャンマー     | 1-0  | 勝利 | AFCチャレンジカップ2010             |